# Кооперативная улица (Ярославль)
Кооперати́вная у́лица (бывшая Железная улица) — улица в центральной части города Ярославля. Лежит между Флотской улицей и улицей Победы. Нумерация домов ведётся от Флотской улицы.

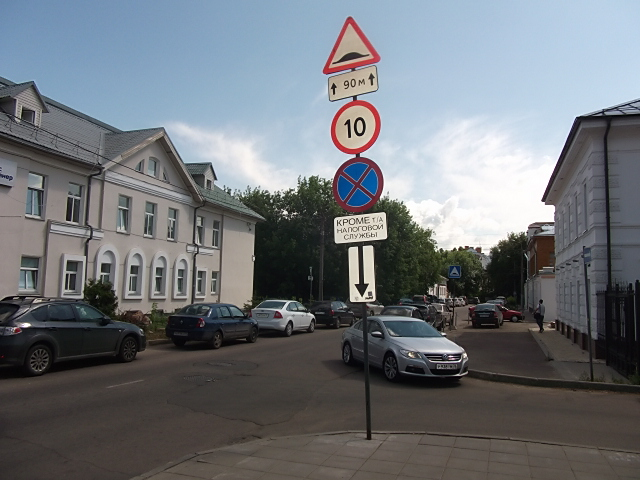
Улица Кооперативная (Ярославль)

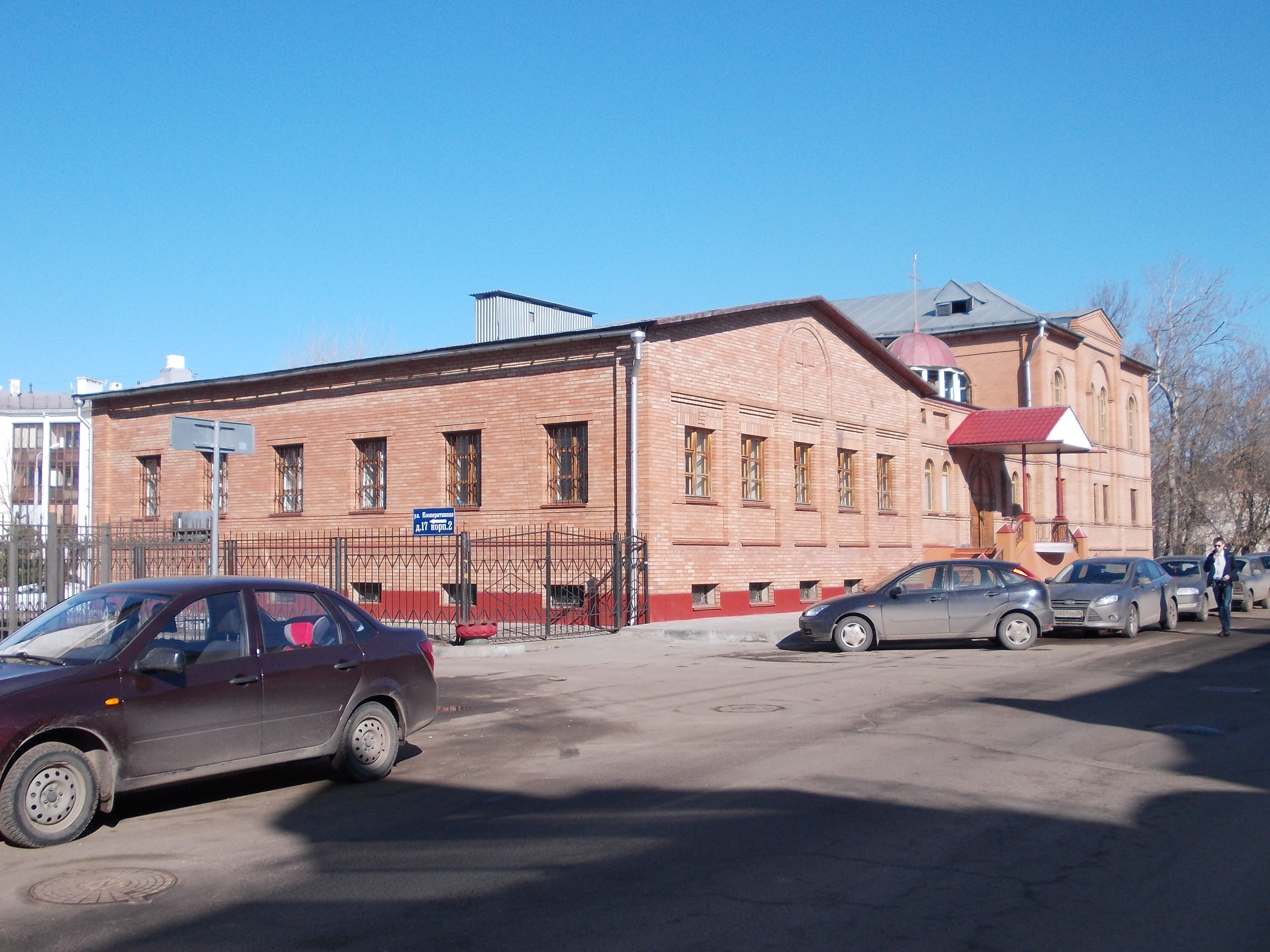
Церковь евангельских христиан-баптистов «Благая весть»

## История
Улица существовала задолго до перепланировки города и называлась Железной, так как в древности была главной улицей Железной слободы — пригородного посёлка железных дел мастеров. В то время она начиналась от моста через Пятницкий спуск и заканчивалась около современного офиса ФСБ. На Железной улицы были построены храмы Воздвиженского прихода, один из них — церковь Космы и Дамиана — посвящён покровителям кузнецов.
В ходе перестройки города по регулярному плану 1778 году улица была расширена, укорочена и стала пролегать от Воздвиженской до Малой Петропавловской улицы.
В июле 1923 года коммунисты переименовали Железную улицу в Кооперативную по случаю дня кооперации.

## Здания
- № 2 — Храмы Воздвиженского прихода — церковь Воздвижения Креста Господня и церковь Космы и Дамиана
- № 7 и 9 — Бывшая усадьба Крохоняткиных[1]
- № 8 — Бывший дом Деревина, построенный во второй половине XIX веке[2]
- № 11 — Управление федеральной налоговой службы России по Ярославской области
- № 12 — Военный комиссариат Ярославской области
- № 12а и 12б — Бывшая усадьба Сорокина[3]
- № 14 — Отдел государственной статистики в Ярославле
- № 15 — Церковь евангельских христиан-баптистов «Благая весть»
- № 19 — Бывший дом Чарышникова[4]